# Manasse Mathæussen
Mannase Bendt Karl Mikael Mathæussen (13 marts 1915 i Qoornoq - 1989 i Ilulissat) var en grønlandsk fanger fra Saqqaq.
Mathæussen var en af Grønlands bedste kajakroere og fik sin første kajak, som 15-årig, skønt hans far Peter Mathæussen, som var overkateket og Landsrådsmedlem, ville have ham uddannet til akademiker i Danmark. Da Knud Rasmussen skulle optage ”Palos Brudefærd” i 1934, vandt han konkurrencen i eskimovending og fik en rolle som stuntmand i filmen.
Han deltog i 1949 som 34-årig i Grønlandskommissionen i København, hvor han talte grønlændernes sag. Han havde taget sin kajak med, og deltog i et mesterskab i kajakroning i Øbro Hallen, med deltagelse fra fem lande. Han blev verdensmester i eskimovendinger med ti vendinger på 18 sekunder. Han holdt kurser i alt om kajakbygningog medvirkede til, at der blev startet kajakforeninger og afholdt Grønlandsmesterskaber.
Han deltog også som stuntmand med sin kajak i filmen ”Qivitoq - fjeldgængeren”. Han var i 1960 i Paris, hvor han viste sine grønlandske kajakkunster på Seinen. Han fortsatte med opvisninger i kajak blandt andet i Canada til han var 72 år.
Mathæussen modtog flere hædersbevisninger, bland andet da han i 1960'erne var i Monaco, hvor Rainier 3. af Monaco og Grace Kelly overrakte ham to medaljer. Han modtog også Den grønlandske kulturpris 1986.
Kim Larsen & Bellamis "Vend kajakken" er tilegnet Manasse Mathæussen.